# Cabo Belgrano
El cabo Belgrano o cabo Meredith (en inglés: Cape Meredith) es un cabo que marca el punto más austral de la isla Gran Malvina, en las islas Malvinas. Se ubica a unos 14 kilómetros al sureste del asentamiento de Puerto Esteban. Además, a unos 260 km al oeste de este cabo emerge el Arrecife Águila que se encuentra a casi la misma latitud.

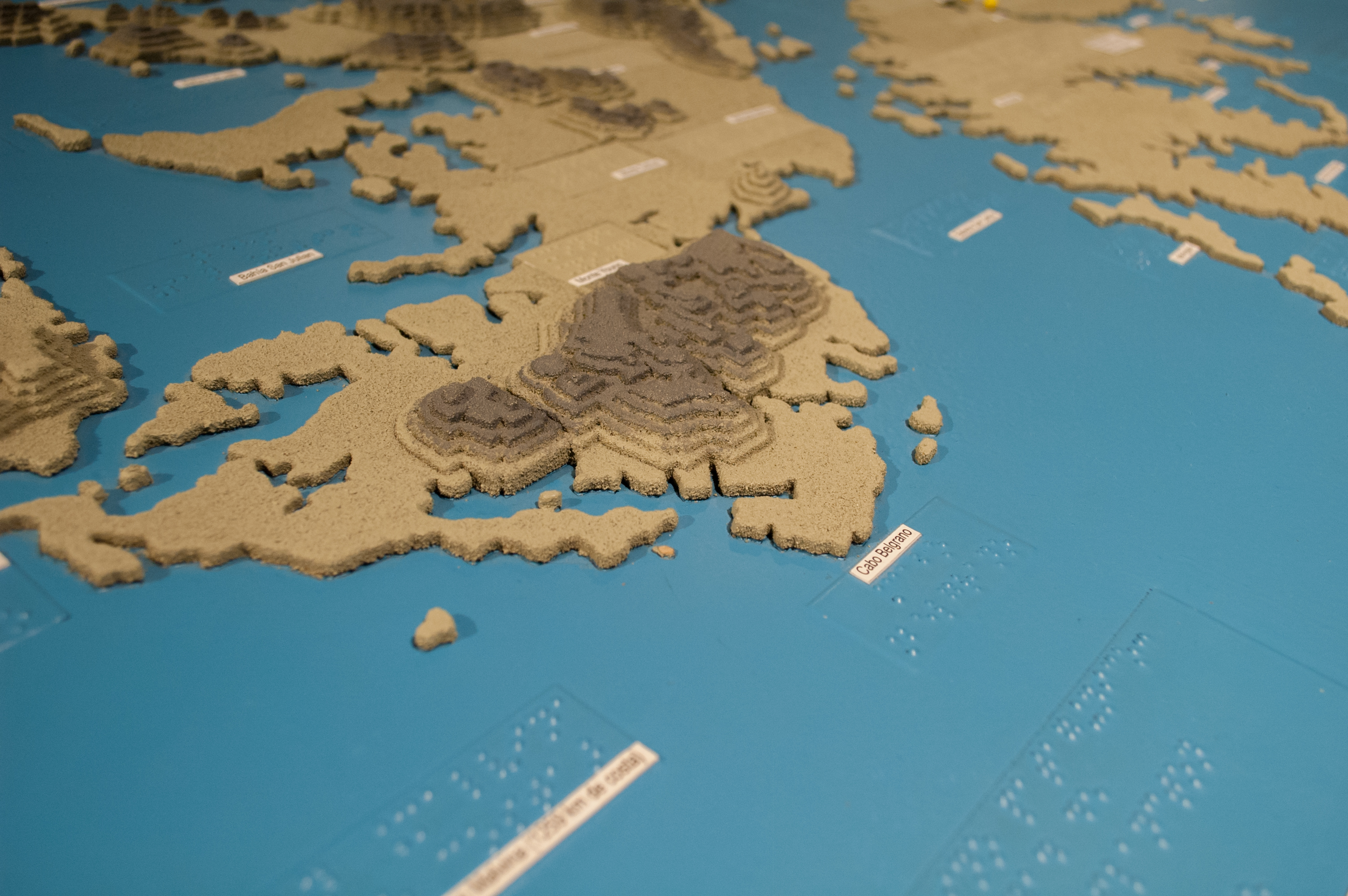
Maqueta del área del cabo Belgrano en el Museo Malvinas e Islas del Atlántico Sur.

Aquí hay una choza, que es un edificio protegido. En la toponimia argentina el cabo hace referencia a Manuel Belgrano.
En este cabo se han encontrado rocas muy antiguas, afloramientos de una formación de tiempos precámbricos, que también aparecen en las mesetas patagónicas.
El islote más austral del cabo Belgrano es uno de los puntos que determinan las líneas de base de la República Argentina, a partir de las cuales se miden los espacios marítimos que rodean al archipiélago.

## Presencia argentina reciente
El 29 de marzo de 1984, dos ciudadanos argentinos, Osvaldo Destefanis y Ramon Pizarro, izaron y luego enterraron una bandera argentina en el cabo, tras arribar a la isla en un velero. El suceso provocó la destitución del comandante militar británico Keith Spacie.